# Елберон (Айова)
Елберон (англ. Elberon) — місто (англ. city) в США, в окрузі Тама штату Айова. Населення — 184 особи (2020).

## Географія
Елберон розташований за координатами 42°0′20″ пн. ш. 92°18′58″ зх. д. / 42.00556° пн. ш. 92.31611° зх. д. (42.005495, -92.316115).  За даними Бюро перепису населення США в 2010 році місто мало площу 1,69 км², уся площа — суходіл.

## Демографія
Згідно з переписом 2010 року, у місті мешкало 196 осіб у 74 домогосподарствах у складі 51 родини. Густота населення становила 116 осіб/км².  Було 90 помешкань (53/км²).
Расовий склад населення:
| - 96,4 % — білих - 0,5 % — азіатів - 2,6 % — осіб інших рас |

До двох чи більше рас належало 0,5 %. Частка іспаномовних становила 2,6 % від усіх жителів.
За віковим діапазоном населення розподілялося таким чином: 24,5 % — особи молодші 18 років, 58,2 % — особи у віці 18—64 років, 17,3 % — особи у віці 65 років та старші. Медіана віку мешканця становила 38,5 року. На 100 осіб жіночої статі у місті припадало 113,0 чоловіків;  на 100 жінок у віці від 18 років та старших — 102,7 чоловіків також старших 18 років.
Середній дохід на одне домашнє господарство  становив 56 287 доларів США (медіана — 53 333), а середній дохід на одну сім'ю — 71 053 долари (медіана — 59 375). За межею бідності перебувало 7,7 % осіб, у тому числі 0,0 % дітей у віці до 18 років та 20,7 % осіб у віці 65 років та старших.
Цивільне працевлаштоване населення становило 79 осіб. Основні галузі зайнятості: будівництво — 19,0 %, освіта, охорона здоров'я та соціальна допомога — 15,2 %, роздрібна торгівля — 13,9 %, виробництво — 12,7 %.